# Glenbow Museum

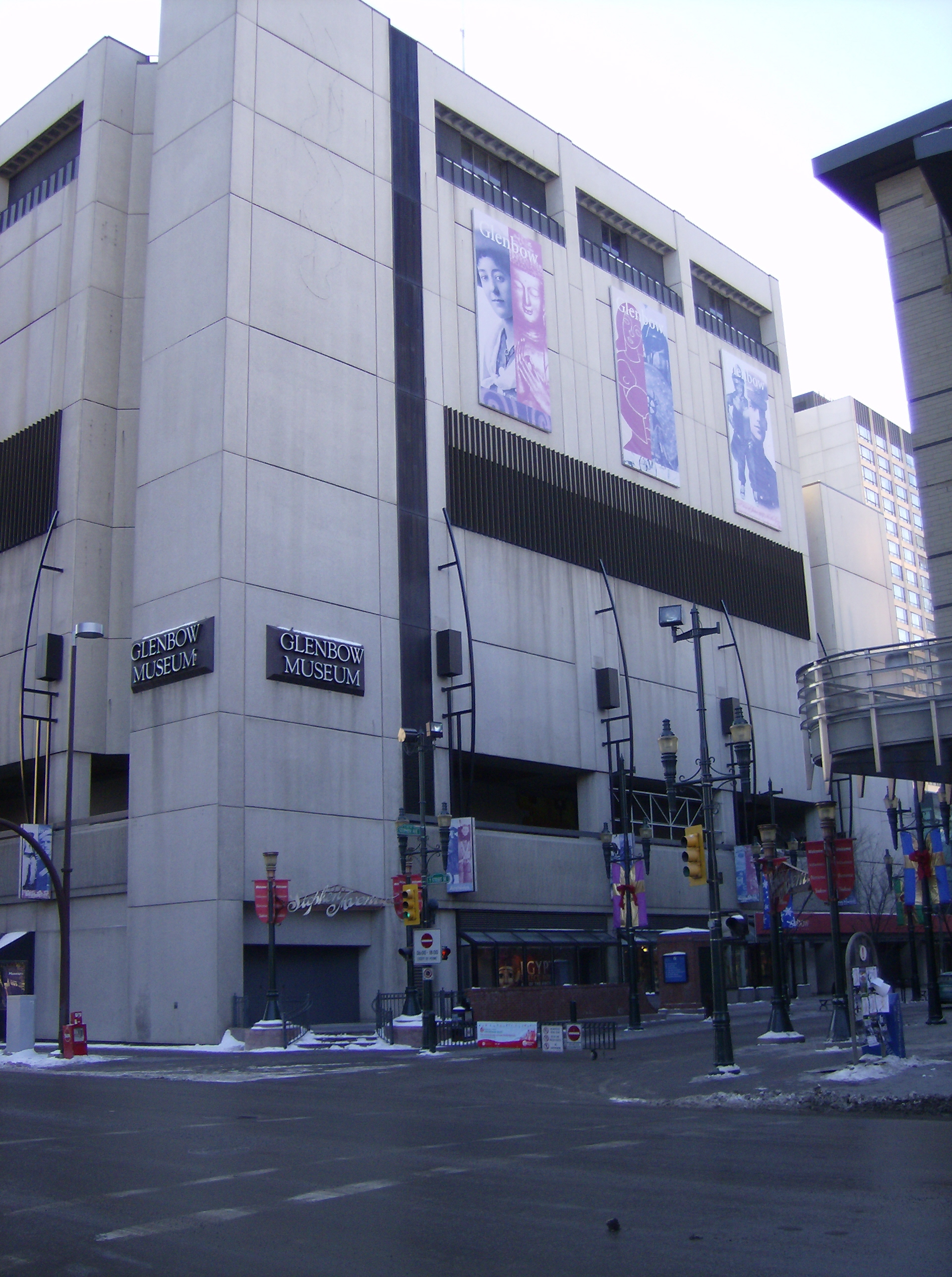
Das Glenbow Museum in Calgary

Das Glenbow Museum in Calgary, der größten Stadt der kanadischen Provinz Alberta, verfügt über 8.600 m² Ausstellungsfläche in 20 Abteilungen. Insgesamt besitzt das Haus über eine Million Exponate. Das 1966 eröffnete Museum ist geschlossen und wird derzeit unter dem Namen Glenbow Reimagined renoviert.

## Geschichte
Das Glenbow-Alberta-Institut entstand 1966 auf der Grundlage einer umfangreichen Überlassung historischer Artefakte durch den Ölunternehmer und Anwalt Eric Lafferty Harvie (1892–1975). Durch Ölfunde 1947 und 1949 vermögend geworden, begann er ab etwa 1950 eine umfangreiche Sammlung zur Geschichte Westkanadas anzulegen, dazu kamen weitere Interessengebiete. Zum eigentlichen Museum kamen eine Bibliothek und ein Archiv hinzu. 
Leiter des Museums ist Jeff Spalding, sein Vorgänger war Mike Robinson.

## Dauerausstellungen

### Kulturgeschichte
Mit Cultural History meint das Museum keine allgemeine Kulturgeschichte, sondern eher eine historisch-volkskundliche Ausstellung, die das Leben der Bewohner Albertas seit etwa 1800 darbietet, jedoch ohne die First Nations, die hier unter die Kategorie Ethnology subsumiert werden bzw. sich in der Kunstausstellung wiederfinden. Allein 100.000 Exponate stehen zu diesem Thema bereit.

### Völkerkunde
Die völkerkundliche Abteilung bietet neben Stücken zur Geschichte der First Nations, also der kanadischen Ureinwohner, auch Exponate zum arktischen Raum, aber auch aus Südamerika und den übrigen Kontinenten. Die beiden Schwerpunkte bilden hier die Blackfoot im Süden Albertas sowie die indigenen Kulturen des kanadischen Westens.

### Krieger (Warriors)
Ähnlich wie die kulturgeschichtliche und die völkerkundliche Abteilung versucht diese Abteilung prinzipiell einen Überblick über die gesamte Welt zu geben. Ihr Titel Warriors. A Global Journey Through Five Centuries ist ein extrem weitläufig angelegter Versuch. Dennoch bilden die rund 26.000 Exponate Schwerpunkte im Westen Kanadas, in Europa und Japan.

### Gesteinskunde (Treasures of the Mineral World)
Ähnliches gilt für die mineralogische Sammlung. 

### Westafrika (Where Symbols Meet)
Fünf kulturelle Gruppen aus zwölf westafrikanischen Ländern werden in der Dauerausstellung Where Symbols Meet. A Celebration of West African Achievement vorgestellt.

### Asiatische Leihsammlung (Many Faces, Many Paths: Art of Asia)
Die Bumper Development Corporation Ltd. stellte dem Museum dauerhaft buddhistische und hinduistische Exponate aus dem 18. Jahrhundert zur Verfügung.

### Kunstsammlung
Der überwiegende Teil der rund 28.000 Kunstwerke stammt aus dem Nordwesten Amerikas, sowie aus dem 19. bis 21. Jahrhundert. Gewisse Schwerpunkte bilden Landschaftsmalerei, aber auch die Kunst der First Nations und der Inuit. 

### Mavericks(Mavericks: An Incorrigible History of Alberta)
2007 entstand unter dem Titel Mavericks  eine biographisch ausgerichtete Abteilung, in der 48 für Alberta wichtige Persönlichkeiten mit Hilfe zahlreicher Quellen präsentiert werden.

## Bibliothek
Die Bibliothek des Museums birgt mehr als 100.000 Medien. Die ältesten Werke stammen aus dem 15. Jahrhundert und befassen sich mit Pferdezucht.

## Archive
Das Glenbow-Archiv ist das größte, nicht von einer der Provinzregierungen oder der Bundesregierung geschaffenen Archiv. Ihm gehören mehr als eine Million Fotografien, 350 Stunden Filmmaterial und 1500 Stunden Sprachaufnahmen. Die dichteste Überlieferung umfasst die Zeit von etwa 1860 bis in die 1990er Jahre. Sammelgebiete waren bzw. sind die Bereiche der First Nations, der Métis, der Viehzucht und Landbearbeitung, der Polizei (Royal Canadian Mounted Police), der industriellen Entwicklung. Ein eigener Hilfsbereich für genealogische Studien wird angeboten.

## Shaw-Spende
Das Glenbow Museum in Calgary wird dank einer großen Spende der Familie Shaw dauerhaft freien Eintritt gewähren. Die Shaw-Familienstiftung, vertreten durch ihre Vorsitzende Julie Shaw, hat eine Spende in Höhe von 25 Millionen Dollar zur Gründung des „JR Shaw Free Admissions Endowment“ angekündigt. Mit der Spende soll das kulturelle Erbe ihres Vaters JR Shaw, Gründer von Shaw Communications und Corus Entertainment und leidenschaftlicher Kunstliebhaber, geehrt werden. Neben dem Geschenk für freien Eintritt wird die Familie Shaw 10 Millionen Dollar in ein weiteres Angebot investieren, um das „JR Shaw Institute for Canadian Art“ zu unterstützen. Dieses Institut wird jährliche Ausstellungen, ein Residenzprogramm für Künstler sowie Praktikums- und Stipendienprogramme anbieten.
Das 1966 eröffnete Glenbow Museum wird derzeit im Rahmen des Projekts „Glenbow Reimagined“ renoviert. Die Spende ermöglicht es dem Museum, seine soziale Verantwortung neu zu definieren und den Zugang zu Kunst und Kultur als Recht und nicht als Privileg zu betrachten. Bisher hat das Museum 152 Millionen Dollar an öffentlicher und privater Unterstützung für das Projekt gesammelt, aber das Ziel der Kampagne wurde auf 175 Millionen Dollar erhöht.
Die Wiedereröffnung des renovierten Glenbow Museums ist für 2026 geplant. 